# Indygo
Błękit indygowy, indygo – organiczny związek chemiczny, ciemnobłękitny barwnik występujący naturalnie, jak i syntetyzowany chemicznie (od roku 1897). Występuje w liściach indygowców z rodziny bobowatych. Dawniej otrzymywany z liści tropikalnej rośliny indygowca barwierskiego, występującej m.in. w Indiach (także rdestu ptasiego i urzetu barwierskiego).
Stosowany jest na masową skalę do barwienia materiałów tekstylnych, zwłaszcza przędzy bawełnianej wykorzystywanej następnie do produkcji dżinsu. Roczne światowe zużycie barwnika wyniosło blisko 40 tys. ton, a produkcja niebieskich spodni dżinsowych to ok. miliard rocznie.
Jego pochodna disulfonowa, indygokarmin, jest stosowana jako barwnik spożywczy o numerze E132.

## Otrzymywanie
Badania nad chemiczną syntezą indygo zainicjował w roku 1865 niemiecki chemik Adolf von Baeyer. Pierwszą metodę syntezy z izatyny (1H-indolo-2,3-dionu) opisał w roku 1878, a drugą, z 2-nitrobenzaldehydu i acetonu, w roku 1882 wraz z Viggo Drewsenem:

Metoda Baeyera-Drewsena syntezy indygo

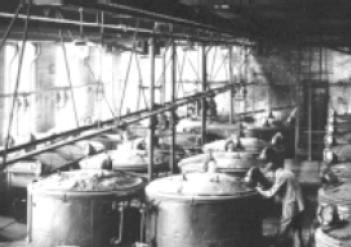
Produkcja indygo w BASF w 1890 roku

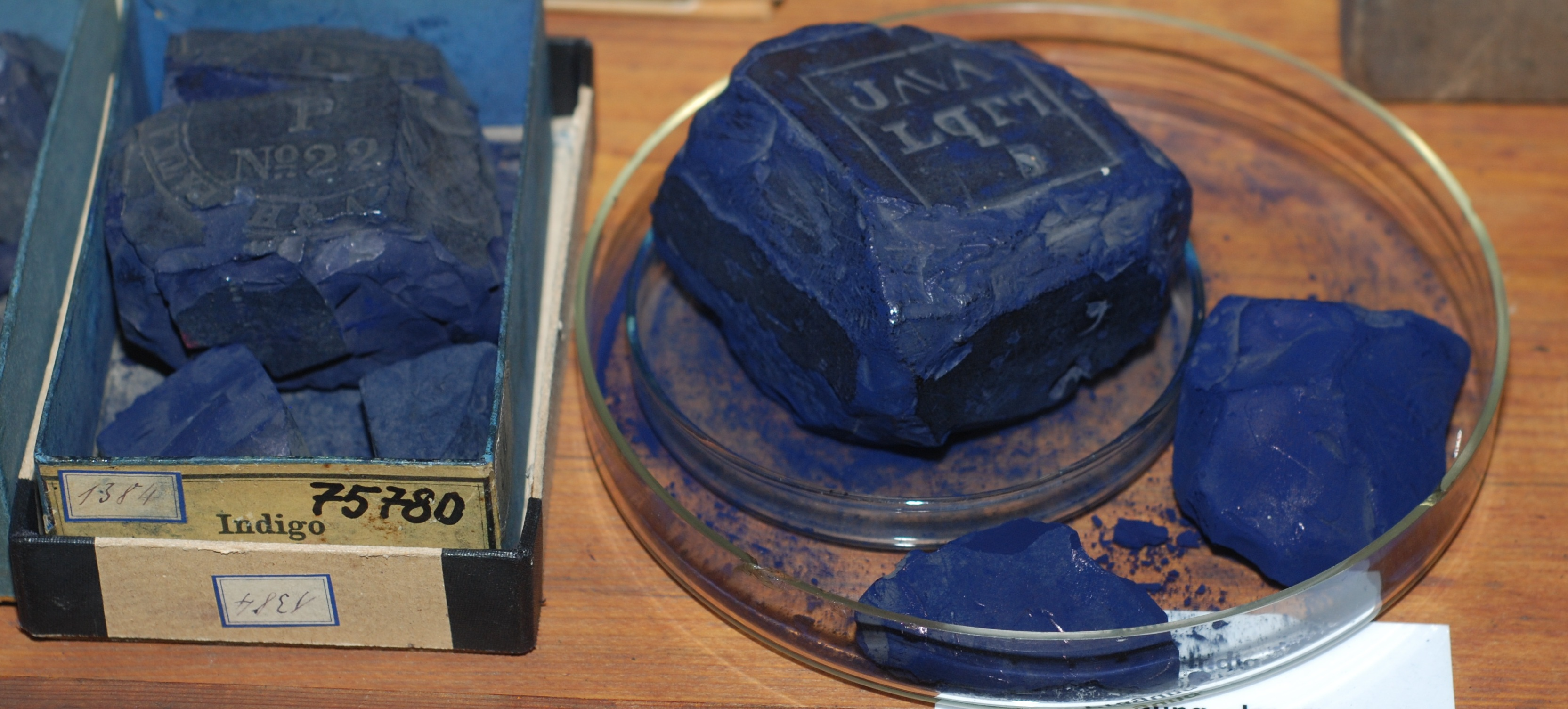
Indygo w zbiorze historycznych barwników na Uniwersytecie Technicznym w Dreźnie

Dopiero jednak procedura opracowana przez Karla Heumanna pozwoliła firmie BASF wprowadzić w 1897 roku syntetyczne indygo na rynek. W procesie tym N-(2-karboksyfenylo)glicyna ogrzewana jest w atmosferze obojętnej z NaOH do temperatury 200 °C. Pierwotny produkt ulega dekarboksylacji, a następnie utlenia się na powietrzu do indygo:

Metoda Heumanna syntezy indygo

W roku 1901 Johannes Pfleger zaproponował zastąpienie N-(2-karboksyfenylo)glicyny tańszym substratem, N-fenyloglicyną, którą traktował stopioną mieszaniną NaOH, KOH i NaNH2, otrzymując indoksyl (1H-indol-3-ol). Podobnie jak w podejściu Heumanna, pierwotny produkt utlenia się tlenem z powietrza do indyga:

Metoda Pflegera syntezy indygo

Metoda ta do dzisiaj jest standardową procedurą syntezy indyga.